# Iglesia Episcopal de San Pedro junto al Mar (Cape May Point, Nueva Jersey)
La Iglesia Episcopal de San Pedro junto al Mar, conocida localmente como la Iglesia de Jengibre,  es una iglesia histórica ubicada en la intersección de Ocean Avenue y Lake Drive en Cape May Point, condado de Cape May, Nueva Jersey, Estados Unidos. Fue documentada por el Servicio de Edificios Históricos de Estados Unidos en 1992. Posteriormente, el 3 de agosto de 1995, fue inscrita en el Registro Nacional de Lugares Históricos por su importancia en la arquitectura de Stick/Eastlake y la planificación y el desarrollo comunitario.

## Historia
La iglesia es un edificio de una sola planta con armazón y un alto triforio central, y presenta una arquitectura de estilo Stick/Eastlake, con los componentes de madera pintados de blanco en contraste con el revestimiento azul. Originalmente construida para la Exposición del Centenario de Filadelfia de 1876, la iglesia se trasladó a Cape May Point en 1879. Desde entonces, se ha trasladado cuatro veces: primero para encontrar una ubicación más fresca cerca de la costa y luego, a medida que la línea costera se retiraba, a lugares más seguros lejos de ella. Actualmente se encuentra cerca de su ubicación original y mucho más cerca de la costa.  

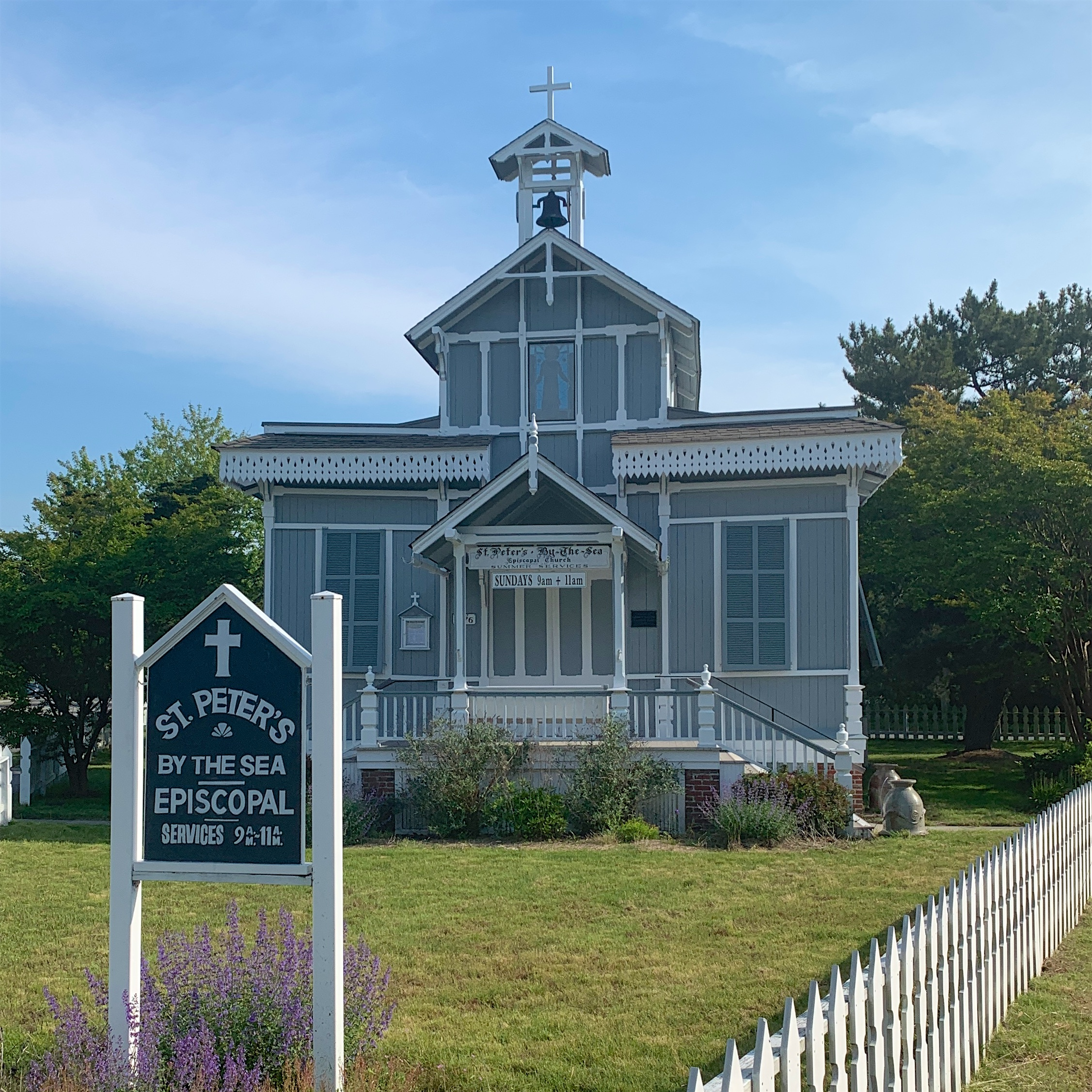
La Iglesia de Pan de Jengibre